# Bancnota de 1.000.000 lire sterline
Bancnota de 1.000.000 lire sterline (titlul original: în Format:The Million Pound Note) este un film de comedie britanic din anul 1954 regizat de Ronald Neame, avându-l în rolul principal pe Gregory Peck. Are la bază povestirea „Bancnota de un milion de lire” a scriitorului american Mark Twain, care a fost publicată în 1893.

## Rezumat
Printr-o întâmplare neprevăzută, funcționarul american Henry Adams ajunge în anul 1903 să fie debarcat în Anglia, fără un sfanț în buzunar. Ajuns la Londra, acesta devine obiectul unui pariu între doi frați, foarte bogați, dar și foarte ciudați, Oliver și Roderick Montpellier. Aceștia îi dau o bancnotă de un milion de lire sterline, o sumă enormă pentru acele timpuri, să vadă dacă posesorul acesteia în decurs de o lună reușește să trăiască din plin și să devină fericit, fără să cheltuiască nici un penny din bancnotă. La început pare treaba destul de simplă, dar după aproape o lună întreagă pare mai greu să reușești așa ceva…

## Distribuție
- Gregory Peck – Henry Adams
- Ronald Squire – Oliver Montpelier
- Wilfrid Hyde-White – Roderick Montpelier
- Jane Griffiths – Portia Lansdowne
- Joyce Grenfell – Ducesa de Cromarty
- A. E. Matthews – Duke de Frognal
- Maurice Denham – Dl. Reid
- Reginald Beckwith – Rock
- Brian Oulton – Lloyd
- John Slater – Parsons
- Wilbur Evans – ambasadorul american
- Hartley Power – Hastings
- George Devine – proprietarul restaurantului
- Bryan Forbes – Todd
- Gudrun Ure – Renie (Ann Gudrun)
- Hugh Wakefield – Ducele de Cromarty
- Felix Felton – Alfred